# كونستانت تونيغارو
كونستانت تونيغارو (الاسم الشائع لكونستانتين تونيغارو، 26 فبراير 1919-10 فبراير 1952) كان شاعرًا رومانيًا طليعيًا ومن رواد حركة الانحلال، وانتهت حياته المهنية سجينًا سياسيًا وضحية للنظام الشيوعي. اشتهر ببوهيميته، وكان مؤلفًا لقصائد الهروب من الواقع والفردية الشهيرة والمميزة لجيل الحرب العالمية الثانية في الأدب الروماني، وترتبط ارتباطًا وثيقًا بأعمال أصدقائه جيو دوميتريسكو، وديمتري ستيلارو، وأيون كارايون. كان وإياهم من أواخر من كتبوا في مجلة سبوراتورول، التي شكلت مجتمعًا أدبيًا حداثيًا تشكل من خلال الناقد الأدبي يوجين لوفينيسكو.
شارك تونيغارو في نفس الوقت- وهو مناهض للفاشية والشيوعية- في أنشطة تخريبية ثقافيًا ضد نظام أيون أنتونيسكو السلطوي، وساهم في مجلة دوميتريسكو الباتروس حتى أغلقها جهاز رقابة أنتونيسكو. عمل قبل عام 1745 أيضًا في مجلة كاليندي لفلاديمير سترينو، وأكمل العمل على مجلده «المزارع» الذي خُصص جزء كبير منه لصور مروعة للحرب على الجبهة الشرقية. كان تونيغارو ناقدًا صريحًا للاضطهاد الثقافي بعد احتلال الاتحاد السوفييتي رومانيا، وأنشأ مع زملائه الكتاب سترينو، وبافيل تشيهايا، وإيوردان شيميت جمعية ميهاي إمينيسكو، وهي منظمة خيرية ومنتدى ثقافي، هدفت إلى مساعدة المؤلفين المهمشين.
حُكم على كونستانت تونيغارو بالسجن لمدة عامين بعد تورطه في محاكمة مقاتلين مناهضين للشيوعية، وأرسل إلى سجن أيود، حيث أدت الظروف المعيشية السيئة إلى إصابته بمرض رئوي حاد. توفي بعد فترة وجيزة من إطلاق سراحه، ولم يتعاف تمامًا كشاعر إلا بعد الثورة الرومانية عام 1989، ويرجع ذلك إلى حد كبير إلى رعاية أصدقائه والمقربين منه شيميت وتشيهايا وباربو سيوكوليسكو. توصف سيرة تونيغارو في أغلب الأحيان بأنها رمزية لمصير جيله بأكمله، الذي قضى عليه الاضطهاد الشيوعي ومُنع من إثبات نفسه ثقافيًا.

## السيرة الذاتية
بداية حياته
وُلد تونيغارو في عائلة من الطبقة الوسطى من ميناء غالاتي على نهر الدانوب، وكان ابنًا لمحامٍ وقبطان سفينة وشاعر هاوٍ، صقل ذوقه للأدب ورافقه في رحلات الإبحار إلى اليونان وتركيا ومصر. كان رجلًا طويل القامة بشكل ملحوظ، إلا أنه عانى من مشاكل صحية، وولد مصابًا بتضيق الصمام التاجي.
بدأ تعليمه في مدينته الأصلية، وتخرج من المدرسة الابتدائية في برايلا المجاورة، وأكمل تعليمه الثانوي في بوخارست في مدرسة الكنيسة الإنجيلية اللوثرية الثانوية (1931-1931)، وفي مدرسة سانت سافا الثانوية (1932-1935) وفي النهاية في مدرسة ليبروس (1935-1936). ظهر لأول مرة كصحفي في سن السابعة عشر عندما نشر العديد من المقالات في مجلة نيكولاي أيورغا نيمول رومانسك (الأمة الرومانية). تغيرت حياته بشكل كبير بعد أن أدين والده بجريمة عاطفية، وهو الحدث الذي أصبح بعده الشاب تونيغارو مسؤولًا عن إعالة والدته، مما أجبره على العمل في وظيفة وضيعة في شركة السكك الحديدية. عمل في مكتب البريد الروماني، مكتب بوخارست الأول بين عامي 1939 و1943.
انجذب إلى البيئة البوهيمية، وبعد أن نشر قصيدته الأولى «نوكتورنا فلوفيالا» في عدد عام 1942 من المجلة الإقليمية إكسبريسول دي برييلا، التقى تونيغارو الشعراء ستيلارو وشوكوليسكو وصادقهم، بينما تردد على الرفاق الحداثيين في سبوراتورول.
أصبحت أعماله أكثر تجريبية، وركز على كتابة القصائد. اشتهر تونيغارو أيضًا أمام الجمهور، ويرجع الفضل في ذلك -إلى حد بعيد- إلى تقدير عمله من قبل الناقد الأدبي فلاديمير سترينو، الذي ساعده في توظيفه كناسخ في وزارة التعليم (وظيفة شغلها بين عامي 1943 و1944). كان تونيغارو في ذلك الوقت شخصية مشهورة على الساحة الأدبية، ووفقًا للمؤرخ الأدبي أليكس تيفينيسكو: كان محبوبًا «لصراحته وروح دعابته، وحرجه الذي أكد دائمًا صدقه الحقيقي». كان كل من بافل شيهايا، وإيوردان شيميت، وميهايل كراما، وبن كورلاسيو من المؤلفين الشباب الذين نظروا إليه بتعاطف ملحوظ. كان أيضًا مقربًا من الممثل تودوريل بوبا.
النشاط خلال الحرب العالمية الثانية
كما العديد من الكتاب الشباب الآخرين مثل ستيلارو وأيون كارايون وجيو ديميتريسكو، كان تونيغارو معارضًا بنيويًا للقومية والفاشية والسياسة العسكرية، وحرض على مساءلة ديكتاتورية أيون أنتونيسكو في زمن الحرب، فضلًا عن التزام المحور. عمل توتيغارو مع بقية الكتاب آنفي الذكر في مجلة دوميتريسكو المتمردة الباتروس، التي حظرها نظام أنتونيسكو بعد عدة أعداد. تعاون تونيغارو أيضًا في مجلة سترينو، كاليندي، وهي مجلة أكثر تقليدية نُشرت خلال سنوات الحرب.
في أواخر عام 1944، وبعد أن أطاح الانقلاب المؤيد للحلفاء في 23 أغسطس بأنتونسكو، أصبح تونيغارو وستيلارو من الشخصيات المهيمنة في المجتمع البوهيمي الذي ركز على المطاعم في منطقة غارا دي نورد، وخلقوا روابط بينهم وبين طلاب أكاديمية بوخارست للفنون.
صرح النحات، أوفيديو مايتك، الذي كان على معرفة بعيدة بأعضاء هذه الدائرة: «أحبّ أحد الشعراء إحدى زميلاتنا. قصص عن محاولات الانتحار. لقد استمتعنا بأنفسنا. اعتادوا الوجود لبعض الوقت، ثم الاختفاء [...] كانت البوهيمية في ذلك الوقت [...] سعيًا للتحرر، ودفعة من الإخلاص، وليس النفاق التام. كانت تلك هي الحاجة إلى البوهيمية. ليس بالضرورة أن يكون المهمش أو الأناس الفقراء. اعتقدوا أنهم أكثر حرية، وأكثر إخلاصًا، وأكثر واقعية تجاه حالتهم وتجاه خلقهم. لوحظ شباب ساحرون، مثل تونيغارو أو ستيلارو، ساحرون بذكائهم وألعابهم الروحية خلال ليالي السكر، عندما كانوا يضيّعون أنفسهم، لكنهم على تواصل».
ظل كونستانت تونيغارو مدافعًا عن الحرية بعد احتلال الاتحاد السوفييتي رومانيا، وكارهًا للشيوعية وبدء الاضطهاد السياسي. أنشأ وشيميت وشيهايا جمعية ميهاي إمينسكو في عام 1945 بعد أن شهد بداية الاضطهاد السياسي، وعملت كمنظمة خيرية تقدم الأموال للمفكرين المهمشين المناهضين للشيوعية وإقامة اتصالات مع الحلفاء الغربيين. شارك في المشروع أيضًا سترينو ورجل الدين الروماني الكاثوليكي الفرنسي والسكرتير التنفيذي ماري أليب بارال، بالإضافة إلى والد تودوريل بوبا العالم غريغور تي بوبا. حصل تونيغارو في ذات العام على جائزة الكتاب الشباب التي قدمتها دار النشر المرموقة (دار النشر بالمؤسسات الملكية)، ونتيجة لذلك، نشر مجموعته الشعرية الأولى والوحيدة «المزارع» والتي حملت تفانيًا لمعلمه سترينو.
أثارت أنشطة تونيغارو انتباه المسؤولين. انخرط تونيغارو نفسه في أنشطة أكثر سرية في أواخر عام 1946، بعد أن أُجبر غريغور تي بوبا على الاختباء، من خلال تنظيم تجمعات مناهضة للشيوعية حضرها أو استضافها مثقفون معارضون، مثل جورج أنجيل، وبيترو كومارنيسكو، وفلاديمير غيكا، ودينو بيلات.
وُضع منزل تونيغارو تحت المراقبة، وقررت جمعية إمينسكو في النهاية تقسيم وإبقاء النشاط عند الحد الأدنى، مع تقديم المساعدة للحالات الأكثر يأسًا. طالت موجة الاعتقالات أعضاء المجموعة بعد فترة وجيزة من تأسيس النظام الشيوعي في أواخر عام 1947-أوائل عام 1948، بينما واصل تونيغارو فضح نفسه.